# Franck Mesnel

a Compétitions nationales et continentales officielles uniquement.

b Matchs officiels uniquement.
Franck Mesnel, né le 30 juin 1961 à Carrières-sur-Seine, est un joueur français de rugby à XV ainsi que fondateur de la marque Eden Park.
Formé à Saint-Germain-en-Laye, puis jouant en club avec le Racing club de France, il compte plusieurs sélections en équipe de France.

## Biographie

### Carrière de joueur
En 1968, Franck Mesnel découvre le rugby dans le club local de Carrières-sur-Seine. Il rejoint ensuite en 1977 le club de Saint-Germain-en-Laye en minimes, avant de faire ses débuts au haut niveau avec le Racing club de France en 1985. Alors qu'il est en passe de terminer sept années d'études d'architecture à l'École des beaux-arts de Paris, il plaque tout pour rejoindre le racing en première division.
En novembre 1986, Franck Mesnel, qui vient de jouer en sélection régionale à Strasbourg, et qui se fait remarquer en reprenant en bout de ligne la star néo-zélandaise du moment, John Kirwan, est convoqué par Jacques Fouroux (entraîneur du XV de France) à Toulouse, pour le premier test que la France perd (19 à 7). Franck Mesnel est entré en jeu pour les quatre dernières minutes.
Sélectionné en équipe de France, il est vice-champion du monde et vainqueur du Grand Chelem dans le Tournoi des Cinq Nations 1987 (il remporte aussi les éditions 1988, ex æquo avec le Pays de Galles, 1989 et 1993).
Début 1987, le Tournoi des cinq nations est remporté par l'équipe de France qui réalise le grand chelem à Dublin. Franck Mesnel marque son premier essai, dès le premier match, au Parc des Princes et passe deux drops à Twickenham.
Au printemps 1987, 3 ans seulement après sa remontée en première division, Franck Mesnel et son équipe du Racing CF s’incline face à Toulon après avoir éliminé le Stade toulousain en demi-finale à Bordeaux.
Le 7 octobre 1987, il joue son premier match avec les Barbarians français contre le Penarth RFC à Penarth au Pays de Galles. Les Baa-Baas l'emportent 48 à 13. Le 22 mai 1988, il joue de nouveau avec les Barbarians français contre l'Irlande à La Rochelle. Ce match célèbre le jubilé de Jean-Pierre Elissalde, les Baa-Baas l'emportent 41 à 26.
En novembre 1988, Franck Mesnel et Éric Blanc créent une première collection de maillot de rugby adaptés au Casual sous la marque Eden Park.
Le Racing est battu en quart de finale 1988 puis en huitième de finale en 1989 avant de connaître, en 1990, sa cinquième consécration en battant successivement Grenoble en quart sur un essai refusé à tort aux alpins,, le Stade Toulousain 21-14 comme 3 ans plus tôt en demi-finale puis le SU Agen en finale (22-12 après prolongations).
Le Racing était alors emmené par une génération exceptionnelle avec notamment, Jean-Baptiste Lafond, Philippe Guillard, Laurent Bénézech ou Éric Blanc.
L’année suivante, le Stade toulousain prendra sa revanche en éliminant les parisiens en demi-finale à Bordeaux 13-12.
Le 19 juin 1993, il est invité pour jouer avec le XV du Président contre les Barbarians français pour le Centenaire du rugby à Grenoble.
Le 11 novembre 1993, il est invité une dernière fois avec les Barbarians français pour jouer contre l'Australie à Clermont-Ferrand. Les Baa-Baas s'inclinent 26 à 43.
Il dispute la coupe du monde 1995, sa troisième et dispute le match pour la troisième place gagné face à l'Angleterre.

### Autres activités
De 1995 à 2008, il est consultant rugby pour RTL aux côtés du journaliste Jean-Michel Rascol,. À l'occasion de la Coupe du monde de rugby à XV 1999, il est consultant pour TF1. Il accompagne Roger Zabel en plateau pour présenter les rencontres.
De 2005 à 2008, il commente la Coupe d'Europe avec Matthieu Lartot sur France 2,.
Il est également consultant occasionnel pour LCI lors de la Coupe du monde 2011.
Depuis 1988, il est président du directoire du groupe Cinq Huitièmes qui exploite et développe la marque Eden Park.
Franck Mesnel est aussi le président-fondateur de l'association « Les papillons du ciel », créée en 2012 et qui a pour but de développer l'éducation par le rugby. Il a  l'idée d'utiliser les chutes de tissus de chemises pour créer des petites broches en forme de nœud papillon et financer l'association.

## Carrière

### En club
- Carrières sur Seine: de poussin à minime
- Saint-Germain-en-Laye : de minime à sénior jusqu'à 25 ans
- Racing club de France

### En équipe de France
Franck Mesnel a connu sa première sélection le 8 novembre 1986 contre les All Blacks.

#### Tournoi des Cinq Nations
| Édition           | Rang | Résultats France | Résultats Mesnel | Matchs Mesnel |
| ----------------- | ---- | ---------------- | ---------------- | ------------- |
| Cinq Nations 1987 | 1    | 4 v, 0 n, 0 d    | 4 v, 0 n, 0 d    | 4/4           |
| Cinq Nations 1988 | 1    | 3 v, 0 n, 1 d    | 1 v, 0 n, 0 d    | 1/4           |
| Cinq Nations 1989 | 1    | 3 v, 0 n, 1 d    | 3 v, 0 n, 1 d    | 4/4           |
| Cinq Nations 1990 | 3    | 2 v, 0 n, 2 d    | 1 v, 0 n, 2 d    | 3/4           |
| Cinq Nations 1991 | 2    | 3 v, 0 n, 1 d    | 3 v, 0 n, 1 d    | 4/4           |
| Cinq Nations 1992 | 2    | 2 v, 0 n, 2 d    | 2 v, 0 n, 2 d    | 4/4           |
| Cinq Nations 1993 | 1    | 3 v, 0 n, 1 d    | 1 v, 0 n, 1 d    | 2/4           |
| Cinq Nations 1995 | 3    | 2 v, 0 n, 2 d    | 1 v, 0 n, 0 d    | 1/4           |

Légende : v = victoire ; n = match nul ; d = défaite ; la ligne est en gras quand il y a Grand Chelem.

#### Coupe du monde
| Édition                            | Rang               | Résultats France | Résultats Mesnel | Matchs Mesnel |
| ---------------------------------- | ------------------ | ---------------- | ---------------- | ------------- |
| Nouvelle-Zélande et Australie 1987 | Finaliste          | 4 v, 1 n, 1 d    | 3 v, 1 n, 1 d    | 5/6           |
| Royaume-Uni 1991                   | Quart-de-finaliste | 3 v, 0 n, 1 d    | 3 v, 0 n, 1 d    | 4/4           |
| Afrique du Sud 1995                | Troisième          | 5 v, 0 n, 1 d    | 2 v, 0 n, 0 d    | 2/6           |

Légende : v = victoire ; n = match nul ; d = défaite.

## Palmarès

### En club
- Championnat de France de rugby à XV :
  - Champion (1) : 1990
  - Vice-champion (1) : 1987

### En équipe nationale
- 56 sélections en équipe de France de 1986 à 1995[1]
- 8 essais, 3 drops, (41 points)
- 2 en 1986, 10 en 1987, 6 en 1988, 7 en 1989, 7 en 1990, 12 en 1991, 6 en 1992, 2 en 1993, 4 en 1995
- Tournoi des Cinq Nations :
  - Vainqueur avec le Grand Chelem : 1987
  - Vainqueur : 1989, 1993

### Coupes du monde
- 1987 en Nouvelle-Zélande :
  - Vice-champion du monde, 5 sélections (Écosse, Zimbabwe, Fidji, Australie, Nouvelle-Zélande)

- 1991 en France :
  - Quarts de finale, 4 sélections (Roumanie, Fidji, Canada, Angleterre)

- 1995 en Afrique du Sud :
  - Demi-finale, Côte d'Ivoire, Angleterre (match pour la troisième place)

### Autres sélections
- International universitaire[réf. nécessaire]
- international militaire[réf. nécessaire]
- international de rugby à 7 (tournoi de Hong-Kong)[réf. nécessaire]
- 3 sélections avec les Barbarians français
- 2 sélections avec les Barbarians britanniques[17]
- Une tournée historique avec une sélection mondiale en 1989, en Afrique du Sud en plein apartheid, à l'occasion de laquelle il fit plusieurs matchs dont deux tests contre les Springboks et face à Naas Botha[réf. nécessaire]